# Mitterberg
Mitterberg est une ancienne commune autrichienne du district de Liezen en Styrie.

## Histoire

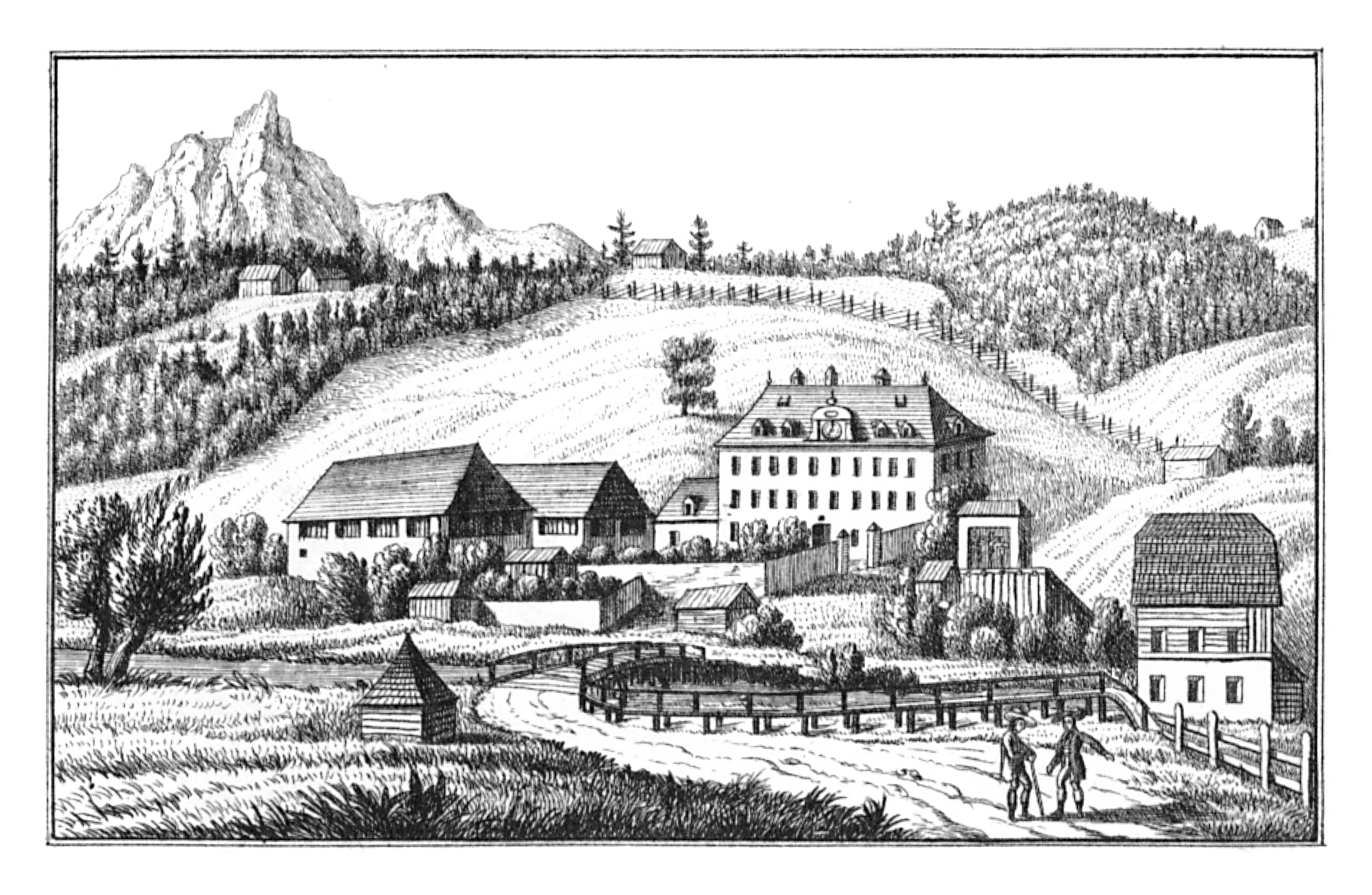
Château Gstatt dans Mitterberg, S. Kölbl, Lith. 1830